# Anthaenantiopsis rojasiana
Anthaenantiopsis rojasiana är en gräsart som beskrevs av Parodi. Anthaenantiopsis rojasiana ingår i släktet Anthaenantiopsis och familjen gräs. Inga underarter finns listade i Catalogue of Life.